# Cornelius Cardew
Cornelius Cardew (Winchcombe (Inglaterra), 7 de mayo de 1936 - Leytonstone (Inglaterra), 13 de diciembre de 1981) fue un compositor vanguardista inglés. Fue, junto a Howard Skempton y Michael Parsons, uno de los fundadores de la Scratch Orchestra, una banda experimental.

## Biografía
Cardew nació en Winchcombe (Gloucestershire), siendo el segundo de los tres hijos de alfarero Michael Cardew. La familia se mudó a Wenford Bridge (Cornualles) poco después del nacimiento de Cornelius. Allí, asistió a la Canterbury Cathedral School, la cual fue evacuada durante la Segunda Guerra Mundial debido a los bombardeos enemigos. Entre 1953 y 1957, estudió piano, violonchelo y composición en la Royal Academy of Music en Londres. En 1957, participó en el estreno británico de la pieza de Pierre Boulez Le marteau sans maître. Cardew obtuvo una beca para estudiar en el Estudio de Música Electroacústica en Colonia, en donde fue asistente de Karlheinz Stockhausen entre 1958 y 1960. La mayoría de sus composiciones de este periodo fueron escritas utilizando lenguajes totalmente seriales desarrollados por Boulez y Stockhausen.
En 1958, Cardew asistió a una serie de conciertos de John Cage y David Tudor en Colonia, lo que lo llevó a abandonar la composición serial y empezó a desarrollar composiciones experimentales. A partir de los años 1960, ayudó a introducir al Reino Unido las obras de varios compositores vanguardistas estadounidenses como Morton Feldman, La Monte Young, Earle Brown y Christian Wolff.
Las composiciones más conocidas del periodo vanguardista de Cardew son Treatise, una partitura gráfica de 193 páginas en la cual trabajó durante el período 1963/67, y The Great Learning, una composición en siete partes basada en las traducciones de Confucio por Ezra Pound.
En 1966, Cardew se unió al grupo de improvisación libre AMM, el cual se había formado el año anterior y del cual eran miembros Lou Gare, Eddie Prévost, Keith Rowe y Christopher Hobbs.
Mientras enseñaba una clase de música experimental en el Morley College, Cardew, junto a Howard Skempton y Michael Parsons, formó la Scratch Orchestra, una banda experimental creada inicialmente con el propósito de interpretar The Great Learning. La agrupación realizó presentaciones alrededor del Reino Unido y en el extranjero hasta que se separó en 1972.

### Activismo político
Después de la separación de la banda, Cardew empezó a participar activamente con la izquierda política y abandonó la música vanguardista, adaptando un estilo tonal postromántico. Durante 1973, permaneció en Berlín Occidental con una beca de la ciudad, en donde participó en una campaña para una clínica infantil. Durante los años 1970, produjo varias canciones, generalmente con ritmos folclóricos ingleses y letras de tendencia marxista-maoísta. Algunas de estas canciones fueron "Smash the Social Contract" y "There Is Only One Lie, There Is Only One Truth". En 1974, publicó un libro titulado Stockhausen Serves Imperialism, en el cual denuncia, en un estilo autocrítico maoísta, su relación con Stockhausen y la vanguardia occidental.
Cardew participó activamente en varias causas políticas, tales como la lucha contra el resurgimiento de grupos neonazis en el Reino Unido. Asimismo, estuvo relacionado con el grupo People's Liberation Music junto a Laurie Scott Bake, John Marcangelo, Vicky Silva, Hugh Shrapnel, Keith Rowe y otros. El grupo componía e interpretaba música a favor de causas populares tales como mejores condiciones para los mineros e Irlanda del Norte.
Cardew se convirtió en miembro del Communist Party of England (Marxist-Leninist) durante los años 1970 y, en 1979, fue cofundador del Comité Central del Revolutionary Communist Party of Britain (Marxist-Leninist). La actividad creativa de Cardew desde la separación de la Scratch Orchestra hasta su muerte siempre reflejó sus puntos de vista políticos. 

### Muerte
Cardew murió el 13 de diciembre de 1981, víctima de un accidente de tránsito cerca de su hogar en Leytonstone. El responsable del accidente huyó y no pudo ser identificado.